# Іскандар Шах (султан Малакки)
Іскандар Шах (1344 — бл. 1414) — останній раджа Сінгапуру в 1389—1398 роках та засновник Малаккського султанату в 1398—1414 роках.

## Життєпис

### Раджа Сінгапуру
Точне походження є дискусійним. Відповідно до яванських джерел був принцом Шривіджаї з Палембангу. Спочатку звався Парамешвара (з санскриту — Верховний володар). 1360 року висадився на Сінгапурі, де переміг намісника (раджу) Санг Анджі (можливо це титул, а ім'я було Сангесінг), який згідно китайських джерел був васалом Аютії. Відповідно до малайських джерел був сином Шрі Махараджі, раджи Сінгапури, після смерті якого 1389 (або 1390) року успадкував трон. Ймовірно Парамешвара є не власним ім'ям, а прийнятим титулом.
За яванськими відомостями Парамешвару було повалено військами раджапату Патані за те що оголосив незалежність або за повалення попереднього правителя Сангесінга. Малайські хроніки вказують, що Парамешвара вирішив перейти в іслам й тому збурив населення. Інші — раджа наказав стратити наложницю, а її батько Санг Раджуна Тапа у помсту призвав війська імперії Маджапагіт. Після тривалої облоги 1398 року внаслідок зради війська Маджапагіту захопили Сінгапуру. За яванськими джерелами Парамешвара зберіг владу, визнавши зверхність Маджапагіту, а був повалений лише у 1402 році військами Патані. Втім це протирічить подальшим подіям, оскільки до 1405 року не встиг би розбудувати нове місто Малакку, про що свідчать китайські джерела. Можливо після відходу основних сил Маджапагіту через деякий час Парамешвара повернув владу над Сінгапуром, але остаточно його втратив (вдруге) саме в 1402 році.
Після поразки від Маджапагіту Парамешвара, який ймовірно на той час прийняв іслам і став Іскандар Шахом (за іншою версією ніколи не переходив до ісламу, отримавши це ім'я посмертно від наступного султана), втік до Малаккського півострова.

### Султан Малакки
Після тривалої подорожі уздовж узбережжя, зупинився в рибальському поселенні в гирлі річки Бертам. За легендою побачив, що невеличкий олень скинув його мисливського собаку у воду, вирішивши, що це гарна ознака, оскільки тут навіть олені грізні. Традиція стверджує, що назвав нове місто Малакка на честь дерева Покок Мелака. За іншою версією назва походить від арабського слова «малакат» (зібрання купців).
Значний час приділяв розбудові міста та порту, оскільки оцінив доволі вигідне географічне розташування. За наказом Парамешвари (Іскандар Шаха) було споруджено численні комори та сховища для прибулих купців. Водночас в навколишніх водах знищив піратів, забезпечивши спокійний прохід торговельних суден. Завдяки цьому Малакка доволі швидко стала центром посередницької торгівлі.
Також султан частково розширив свої володіння у глиб Малаккського півострова. Юудл встановлено дипломатичні та торговельні стосунки з державами Південно-Східної Азії та імперією Мін. 1405 року з Китаю прибуло посольство до Іскандар Шаха. Невдовзі в Малацці стала формуватися китайська громада з купців та ремісників.
З 1407 року регулярно приймав ескадри на чолі із китайським адміралом Чжен Хе. 1411 року разом з родиною на китайських суднах прибув до імперії Мін, де імператор Тай-цзун подарував Іскандар Шаху печатку, шовк та жовту парасольку як символи влади, визнавши того правителем Малакки. Останній в свою чергу номінально визнав зверхність Мін, щорічно відправляючи подарунки, куди входили тварини і птахи, коштовності.
Помер султан 1414 року. Поховано на вершині пагорба в Танджун Туан. Спадкував йому син Мегат Іскандар Шах.